# 穆拉特·雅金
梅勒·耶堅（土耳其語：Murat Yakın，1974年9月15日—），土耳其裔瑞士足球運動員，曾是瑞士國家隊的球員，現時為瑞士國家足球隊主教練。他的弟弟哈根·耶堅在2000–2011年間為瑞士國家隊的成員。

## 外部連結
- 耶堅兄弟官方網站
- Article detailing Murat's connection with two of his passions: kebabs and Turkish rap （页面存档备份，存于）